# 千葉徳爾
千葉 徳爾（ちば とくじ、1916年5月22日 - 2001年11月6日）は、日本の民俗学者・地理学者。

## 人物・来歴
千葉県生まれ。1939年に東京高等師範学校を卒業。愛知大学、筑波大学、明治大学の教授や、日本民俗学会代表理事を歴任。日本地理学会名誉会員であった。柳田國男門下生であった。
人と動物の交渉史、山村文化などを研究し、「狩猟伝承研究」五巻にまとめた。1955年、「本邦林地の人為的荒廃に関する歴史地理学的研究」により東北大学から理学博士の学位を授与される。1970年、第9回柳田賞受賞。1976年、「狩猟伝承研究」により東京教育大学から文学博士の学位を授与される。1984年に「日本における狩猟伝承の研究」の業績により、第20回秩父宮記念学術賞を受賞した。2001年11月に、冠不全のため85歳で死去した。

## 著書
- 『はげ山の研究』農林協会, 1956 増補改訂（そしえて、1991年
- 『地域と自然』大明堂, 1966
- 『民俗と地域形成』風間書房, 1966 
  - 民俗を「民間の慣習ないし通念として、世代をこえて伝承されるものである（P25）」と定義し、無批判に反射される行動形式の判断基準というものを対象として事例を交え研究する。序章・研究の目的と意義、本論・研究の方法と事例、事例補足から構成される。
- 『狩猟伝承研究』風間書房, 1969
- 『地域と伝承』大明堂, 1970
- 『続・狩猟伝承研究』風間書房, 1971
- 『切腹の話 日本人はなぜハラを切るか』 (講談社現代新書) 1972
- 『はげ山の文化』（学生社、1973年）
  - 『はげ山の研究』を手直ししてまとめたもの。はげ山が、いつ、どのようにして形成されたのか、どの地域に多いのか、それはどのような理由によるのかなどを内容とする。「はげ山が天然の存在ではなくて、天然の森林の育成条件が、歴史的な人類活動によって破られた結果である（P12）」という見地に立った研究。
- 『狩猟伝承』（法政大学出版局、1975年）
  - 人獣交渉の展開、攻撃方法と生態、感謝と慰霊の表現の三章で構成される。祭祀や人獣交渉の歴史、弓・銃、ワナなどの狩猟道具、けものたちの生態を通して、狩猟文化について考察している。
- 『地域と民俗文化』大明堂, 1977.1
- 『狩猟伝承研究 後篇』風間書房, 1977.10
- 『民俗学のこころ』弘文堂選書) 1978.4
- 『狩の話』 (NHKブックスジュニア) 日本放送出版協会, 1978.6
- 『女房と山の神』堺屋図書, 1983.8
- 『新・地名の研究』古今書院, 1983.9
- 『近世の山間村落』 (愛知大学綜合郷土研究所研究叢書）名著出版, 1986.12
- 『狩猟伝承研究 総括篇』風間書房, 1986.5
- 『千葉徳爾著作選集』全3巻（東京堂出版、1988年）

1、 (民俗学方法論の諸問題)
2、(民俗学と風土論)
3、(民俗の地域的展開)
- - 民俗学方法論の諸問題、民俗学と風土論、民俗の地域的展開の三冊組。論考を49編集成している。民俗学の基礎概念および目指すべきものを示している。研究者向け。
- 『文化地理入門 文化研究の遠近法』（大明堂、1990年）
  - 文化地理学、文化、空間と様々なスケールについて、解説する。章ごとに、要旨、説明、補説の構成をとり、入門書として分かりやすい。
- 『狩猟伝承研究 補遺篇』風間書房, 1990.6
- 『たたかいの原像 民俗としての武士道』平凡社選書 1991.6
- 『柳田国男を読む』東京堂出版, 1991.6
- 『負けいくさの構造 日本人の戦争観』平凡社選書 1994.7
- 『日本人はなぜ切腹するのか』東京堂出版, 1994.9
- 『オオカミはなぜ消えたか 日本人と獣の話』新人物往来社, 1995.5
- 『狩猟伝承研究 再考篇』風間書房, 1997.3
- 『地理と民俗ヘの道 自学のすすめ』千葉とくじ 著. 大明堂, 1999.2
- 『地名の民俗誌』古今書院, 1999.4
- 『新考山の人生 柳田國男からの宿題』古今書院, 2006.1

### 共著編・注解
- 『日本山海名産・名物図会』註解. 社会思想社, 1970
- 『風土論・生気候』 (気候と人間シリーズ）籾山政子共著. 朝倉書店, 1979.3
- 『日本民俗風土論』編. 弘文堂, 1980.9
- 『間引きと水子 子育てのフォークロア』 (人間選書）大津忠男共著. 農山漁村文化協会, 1983.7 
  - 「「間引き」は一つの文化現象であって、単なる嬰児殺しではない（P1）」として、現代人の常識的には残酷で不可解な行為の文化的意味を振り返る。第一部では、日本人の生命倫理や間引き論の通説批判、第二部では、民俗学的方法による先人心意の研究、第三部では現代の子育てとからめて説明する。

## 評伝
- 大塚英志『殺生と戦争の民俗学　柳田國男と千葉徳爾』角川選書、2017年